# Phytocoris osborni
Phytocoris osborni är en insektsart som beskrevs av Knight 1928. Phytocoris osborni ingår i släktet Phytocoris och familjen ängsskinnbaggar. Inga underarter finns listade i Catalogue of Life.